# Groffliers
Groffliers és un municipi francès situat al departament del Pas de Calais i a la regió dels Alts de França. L'any 2007 tenia 1.473 habitants.

## Demografia

### Població
El 2007 la població de fet de Groffliers era de 1.473 persones. Hi havia 570 famílies de les quals 104 eren unipersonals (48 homes vivint sols i 56 dones vivint soles), 203 parelles sense fills, 215 parelles amb fills i 48 famílies monoparentals amb fills.
La població ha evolucionat segons el següent gràfic:
Habitants censats

### Habitatges
El 2007 hi havia 928 habitatges, 567 eren l'habitatge principal de la família, 353 eren segones residències i 9 estaven desocupats. 754 eren cases i 15 eren apartaments. Dels 567 habitatges principals, 466 estaven ocupats pels seus propietaris, 85 estaven llogats i ocupats pels llogaters i 16 estaven cedits a títol gratuït; 2 tenien una cambra, 21 en tenien dues, 62 en tenien tres, 143 en tenien quatre i 339 en tenien cinc o més. 496 habitatges disposaven pel capbaix d'una plaça de pàrquing. A 239 habitatges hi havia un automòbil i a 296 n'hi havia dos o més.

### Piràmide de població
La piràmide de població per edats i sexe el 2009 era:
| Homes | Edats   | Dones |
| ----- | ------- | ----- |
| 0     | 95 o +  | 4     |
| 0     | 90 a 94 | 4     |
| 0     | 85 a 89 | 16    |
| 4     | 80 a 84 | 8     |
| 28    | 75 a 79 | 32    |
| 28    | 70 a 74 | 44    |
| 20    | 65 a 69 | 20    |
| 32    | 60 a 64 | 36    |
| 52    | 55 a 59 | 40    |
| 52    | 50 a 54 | 64    |
| 64    | 45 a 49 | 56    |
| 36    | 40 a 44 | 44    |
| 48    | 35 a 39 | 72    |
| 48    | 30 a 34 | 28    |
| 36    | 25 a 29 | 36    |
| 24    | 20 a 24 | 28    |
| 40    | 15 a 19 | 52    |
| 72    | 10 a 14 | 60    |
| 44    | 5 a 9   | 44    |
| 60    | 0 a 4   | 44    |

## Economia
El 2007 la població en edat de treballar era de 971 persones, 673 eren actives i 298 eren inactives. De les 673 persones actives 618 estaven ocupades (319 homes i 299 dones) i 55 estaven aturades (27 homes i 28 dones). De les 298 persones inactives 120 estaven jubilades, 93 estaven estudiant i 85 estaven classificades com a «altres inactius».

### Ingressos
El 2009 a Groffliers hi havia 576 unitats fiscals que integraven 1.510,5 persones, la mediana anual d'ingressos fiscals per persona era de 20.765 €.

### Activitats econòmiques
Dels 44 establiments que hi havia el 2007, 1 era d'una empresa alimentària, 2 d'empreses de fabricació d'altres productes industrials, 14 d'empreses de construcció, 8 d'empreses de comerç i reparació d'automòbils, 7 d'empreses d'hostatgeria i restauració, 1 d'una empresa financera, 3 d'empreses immobiliàries, 4 d'empreses de serveis, 2 d'entitats de l'administració pública i 2 d'empreses classificades com a «altres activitats de serveis».
Dels 21 establiments de servei als particulars que hi havia el 2009, 3 eren tallers de reparació d'automòbils i de material agrícola, 1 taller d'inspecció tècnica de vehicles, 1 paleta, 2 guixaires pintors, 2 fusteries, 5 lampisteries, 2 electricistes, 2 empreses de construcció i 3 restaurants.
Dels 3 establiments comercials que hi havia el 2009, 1 era una gran superfície de material de bricolatge, 1 una botiga de menys de 120 m² i 1 una joieria.
L'any 2000 a Groffliers hi havia 9 explotacions agrícoles que ocupaven un total de 522 hectàrees.

## Equipaments sanitaris i escolars
El 2009 hi havia una escola elemental.

## Poblacions properes
El següent diagrama mostra les poblacions més properes.